# 봉명주공
봉명주공(Land and Housing)은 한국에서 제작된 김기성 감독의 2020년 다큐멘터리 영화이다. 홍덕은 등이 주연으로 출연하였고 왕민철 등이 제작에 참여하였다.

## 출연

### 주연
- 홍덕은
- 지은숙
- 지명환

### 조연
- 김남용
- 어중수
- 이동주
- 최옥년
- 이은길
- 이송이
- 이돈희
- 강은순
- 김경희
- 강범원
- 윤복례
- 유정자
- 이은분
- 황진영
- 김미나
- 이용성
- 이은애
- 박선임
- 이선희
- 이재복
- 정가영

## 제작진
- 제작부: 이규원
- 조감독: 정현진
- 음향편집: 박현희
- 믹싱: 박동주
- 사운드: 박동주
- 타이틀디자인: 최창수
- 광고디자인: 최지웅
- 광고디자인: 박동우
- 광고디자인: 이동형
- 디지털색보정: 박보경
- 디지털색보정: 기정구
- 디지털색보정: 함종민
- 디지털색보정: 이명훈
- 디지털색보정: 전혜수
- 사진자료: 지은숙
- 사진자료: 지명환
- 사진자료: 이송이
- 배급총괄: 김일권
- 국내배급: 나선혜
- 국내배급: 신지원
- 해외배급: 진솔아
- 마케팅홍보: 성혜인
- 마케팅홍보: 김명주
- 마케팅홍보: 홍진경
- 예고편: 변상수
- 예고편: 이연화
- 온라인 마케팅: 서유진
- 온라인 마케팅: 남유경
- 온라인 마케팅: 함지혜
- 온라인 디자인: 김세린
- 지원총괄: 김동현
- 사업담당: 안보영